# The Conclusion
The Conclusion är det svenska punkbandet Bombshell Rocks' fjärde studioalbum, utgivet 2005 av finska skivbolaget Combat Rock Industry.

## Låtlista
1. "Move Rhythm City" - 1:59
2. "Blind" - 1:40
3. "Bloodbrothers" - 2:44
4. "Me & You" - 2:16
5. "Guns and Democracy" - 2:39
6. "Truth" - 2:41
7. "Golden" - 2:23
8. "Listen" - 1:26
9. "Roma 2005" - 2:46
10. "Downsize" - 1:29
11. "Ten Years" - 2:51
12. "Teenagers" - 2:39
13. "My Conclusion" - 13:20

## Personal
- Richard Andersson - gitarr, bakgrundssång, mixning, producent
- Thomas Falk - trummor
- Jonas Färnlöf - slagverk
- Mathias Lindh - bas, sång
- Crippe Määttä - gitarr, bakgrundssång, producent
- Pelle Saether - mixning, ljudtekniker, producent
- PL 13 - bakgrundssång

### Fotnoter
1. ↑  ”The Conclusion”. Discogs.com. http://www.discogs.com/Bombshell-Rocks-The-Conclusion/master/198809. Läst 1 april 2012.